# Merxheim, Haut-Rhin
Merxheim är en kommun i departementet Haut-Rhin i regionen Grand Est (tidigare regionen Alsace) i nordöstra Frankrike. Kommunen ligger i kantonen Soultz-Haut-Rhin som tillhör arrondissementet Guebwiller. År 2022 hade Merxheim 1 341 invånare.

## Befolkningsutveckling
Antalet invånare i kommunen Merxheim
| Referens: INSEE |